# Медейрус-Нету
Медейрус-Нету (порт. Medeiros Neto)  —  муниципалитет в Бразилии, входит в штат Баия. Составная часть мезорегиона Юг штата Баия. Входит в экономико-статистический микрорегион Порту-Сегуру. Население составляет 20 561 человек на 2007 год. Занимает площадь 1245,749 км². Плотность населения — 16,0 чел./км². Назван в честь сенатора Антониу Гарсия де Медейруш Нету (1958).

## Статистика
- Валовой внутренний продукт на 2003 год составляет 88 098 436,00 реалов (данные: Бразильский институт географии и статистики).
- Валовой внутренний продукт на душу населения на 2003 год составляет 4294,13 реалов (данные: Бразильский институт географии и статистики).
- Индекс развития человеческого потенциала на 2000 год составляет 0,682 (данные: Программа развития ООН).